# Людовик д’Эврё (граф Этампа)
Людовик д’Эврё (фр. Louis I, Count of Étampes; 1336 — 6 мая 1400) — французский аристократ, граф Этампа, Гина, Бискайи, сеньор де Дурдан, де Люнель, де Галлардон и д’Обиньи, пэр Франции. Сын Карла д’Эврё, графа Этампа, и Марии да Ла Серда.
Отец Людовика умер в год его рождения. Юный граф Этампа был посвящён в рыцари Иоанном Добрым в 1350 году, в день коронации. Он сражался при Пуатье и попал в плен, но вскоре был освобождён. В 1358 году дофин Карл обвинил его в причастности к заговору и арестовал, но вскоре вернул ему свободу. В дальнейшем Людовик уже не упоминается в источниках.
В 1357 году Людовик женился на Жанне де Бриенн, дочери Рауля I де Бриенна и Жанны де Мелло, вдове Готье VI де Бриенна. Этот брак остался бездетным.